# Kristel Werckx
Kristel Werckx, née le 16 décembre 1969 à Heusden-Zolder, est une ancienne coureuse cycliste belge.

## Palmarès sur route
- 1988
  - Paris-Bourges
  - 1er étapes, 2e étapes et 4e étapes de Paris-Bourges
  - 2e étapes de la boucle de Vendée
  - 2e du championnat de Belgique de cyclisme sur route
- 1990
  - Parel van de Veluwe
  - 3e étapes de Paris-Bourges
  - 2e de Paris-Bourges
  - 3e du championnat de Belgique de cyclisme sur route
  - 7e du championnat du monde sur route
- 1991
  -  Championne de Belgique de cyclisme sur route
  - Hel van het Mergelland
  - Hennuyeres
  - 5e étapes du Tour de l'aude
  - 3e étapes de Driedaagse van Pattensen
- 1992
  - 1er étapes du Tour de Belgique
  - 3e du Tour de Belgique
- 1993
  -  Championne de Belgique de cyclisme sur route
  - 4e étapes du Tour de Belgique

## Palmarès sur piste

### Championnats du monde
- 1990
  - 3e du championnat du monde de course aux points
- 1991
  - 2e du championnat du monde de course aux points

### Championnats nationaux
- 1987
  -  Championne de Belgique de la vitesse
  - 3e de l'omnium
  - 3e de la poursuite
- 1988
  -  Championne de Belgique de la vitesse
  -  Championne de la poursuite
  -  Championne de l'omnium
- 1989
  -  Championne de l'omnium
- 1990
  -  Championne de Belgique de la vitesse
  -  Championne de la poursuite
- 1991
  -  Championne de Belgique de la vitesse
  -  Championne de la poursuite
  -  Championne de l'omnium
- 1992
  -  Championne de la poursuite
  -  Championne de l'omnium
  - 2e de la course aux points
  - 2e de la vitesse
- 1993
  -  Championne de Belgique de la vitesse
  -  Championne de la course aux points
- 1994
  -  Championne de la poursuite
  -  Championne de l'omnium
  -  Championne de la course aux points
  - 2e de la vitesse